# 阿富汗餃子

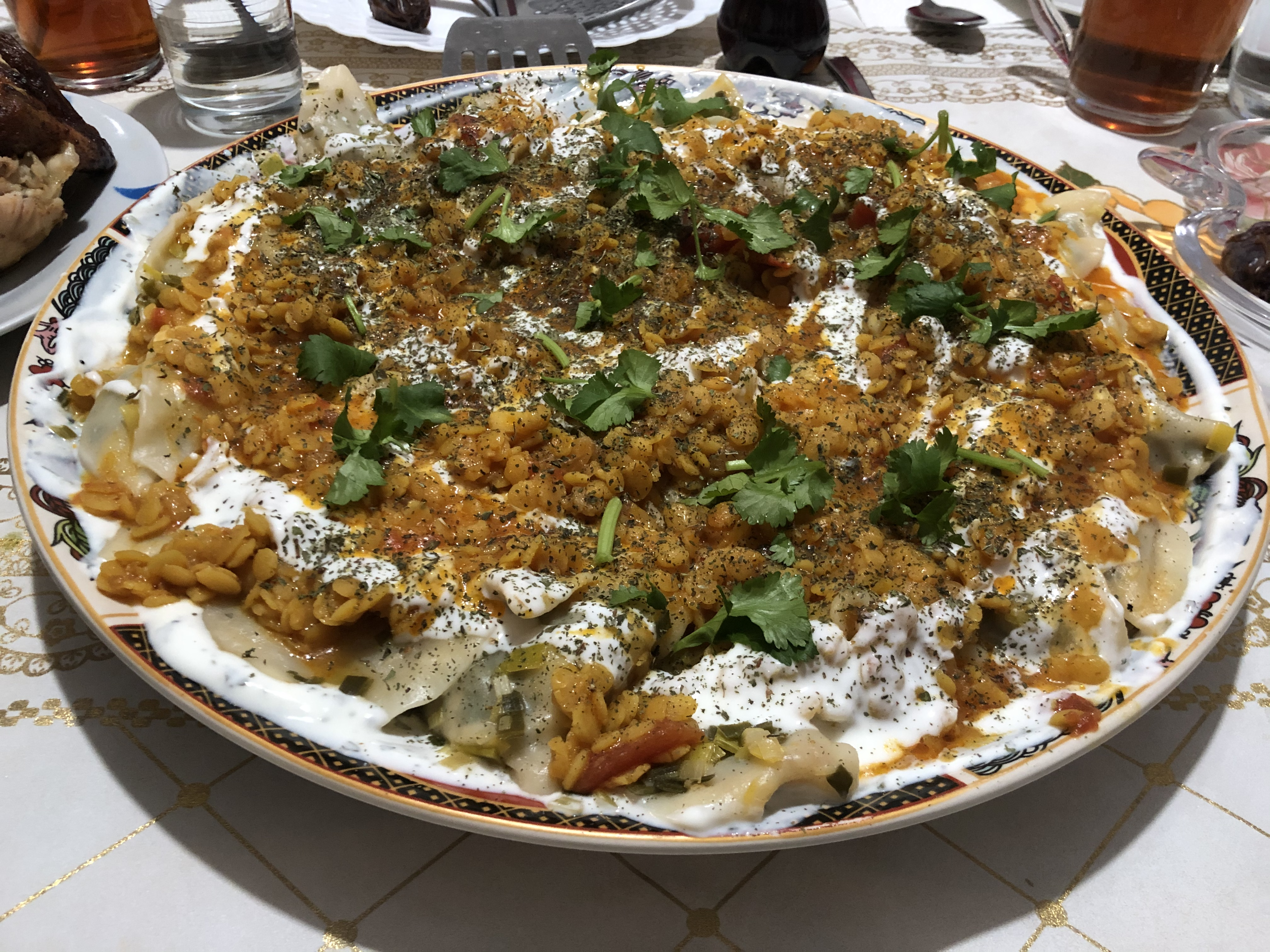
阿富汗餃子

阿富汗餃子（Aushak、Ashak）是一種阿富汗食物，通常以義大利麵麵皮包覆蝦夷蔥，上頭加上番茄沙司（包含肉醬）、優格和乾燥的薄荷。準備肉醬的時間通常耗時較長。該道料理時常於假日或聚會時供應。